# Apophua micacea
Apophua micacea är en stekelart som först beskrevs av André Seyrig 1932.  Apophua micacea ingår i släktet Apophua och familjen brokparasitsteklar. Inga underarter finns listade i Catalogue of Life.